# Список національних парків в Африці

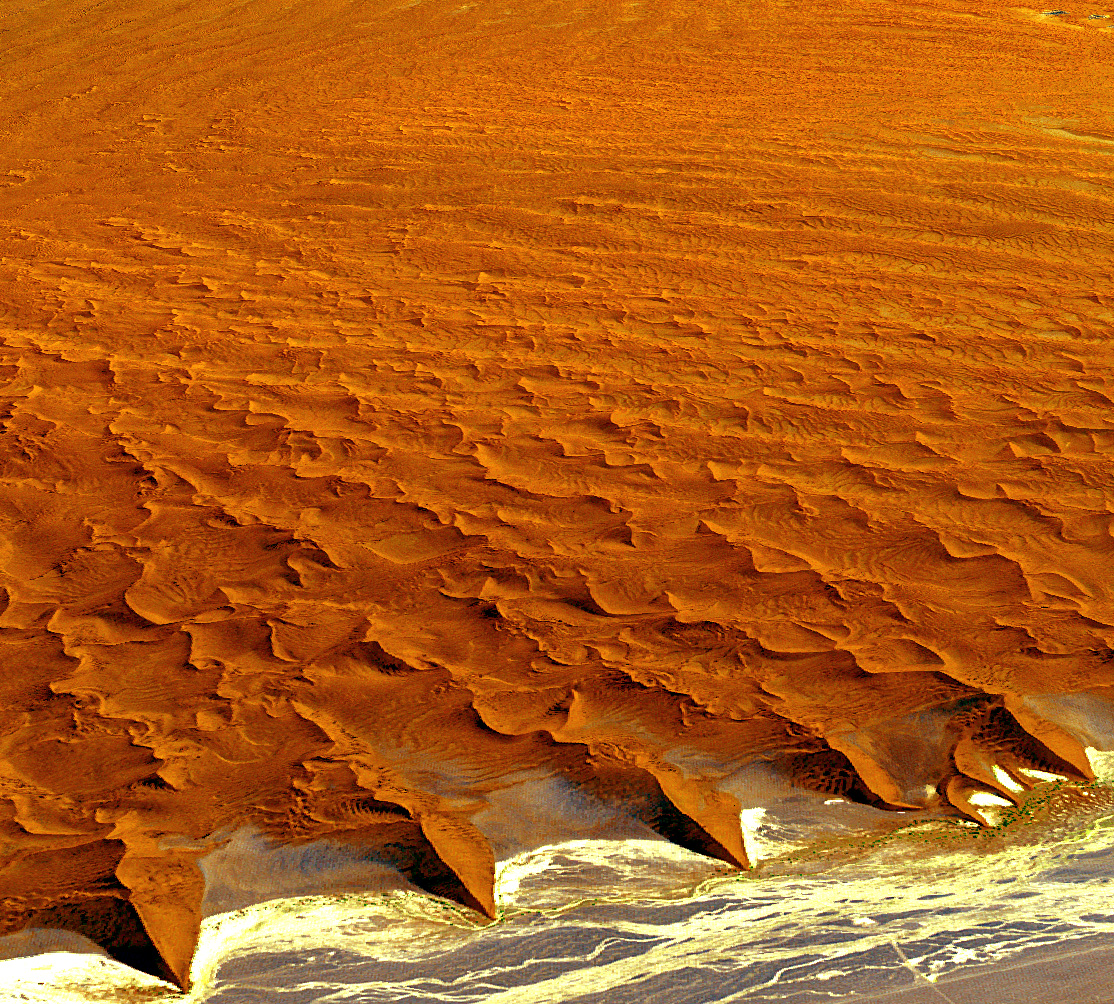
Наміб-Науклуфт національний парк в Намібія

Список національних парків в Африці. Парки відрізняються ступенем захисту, доступності та виду середовища, для якого вона покликана забезпечити захист. Деякі парки були очищені від їх первісної людської популяції, інші завжди були безлюдними, тоді як інші містять значні населені пункти.
Національні парки знаходяться в значній частині африканських країн, найбільш численними в Габоні, Кенії та Танзанії. У деяких країнах також є приватні парки, природні парки, вони не входять до переліку нижче описаних та деякі з них можуть нагадувати деякі національні парки.

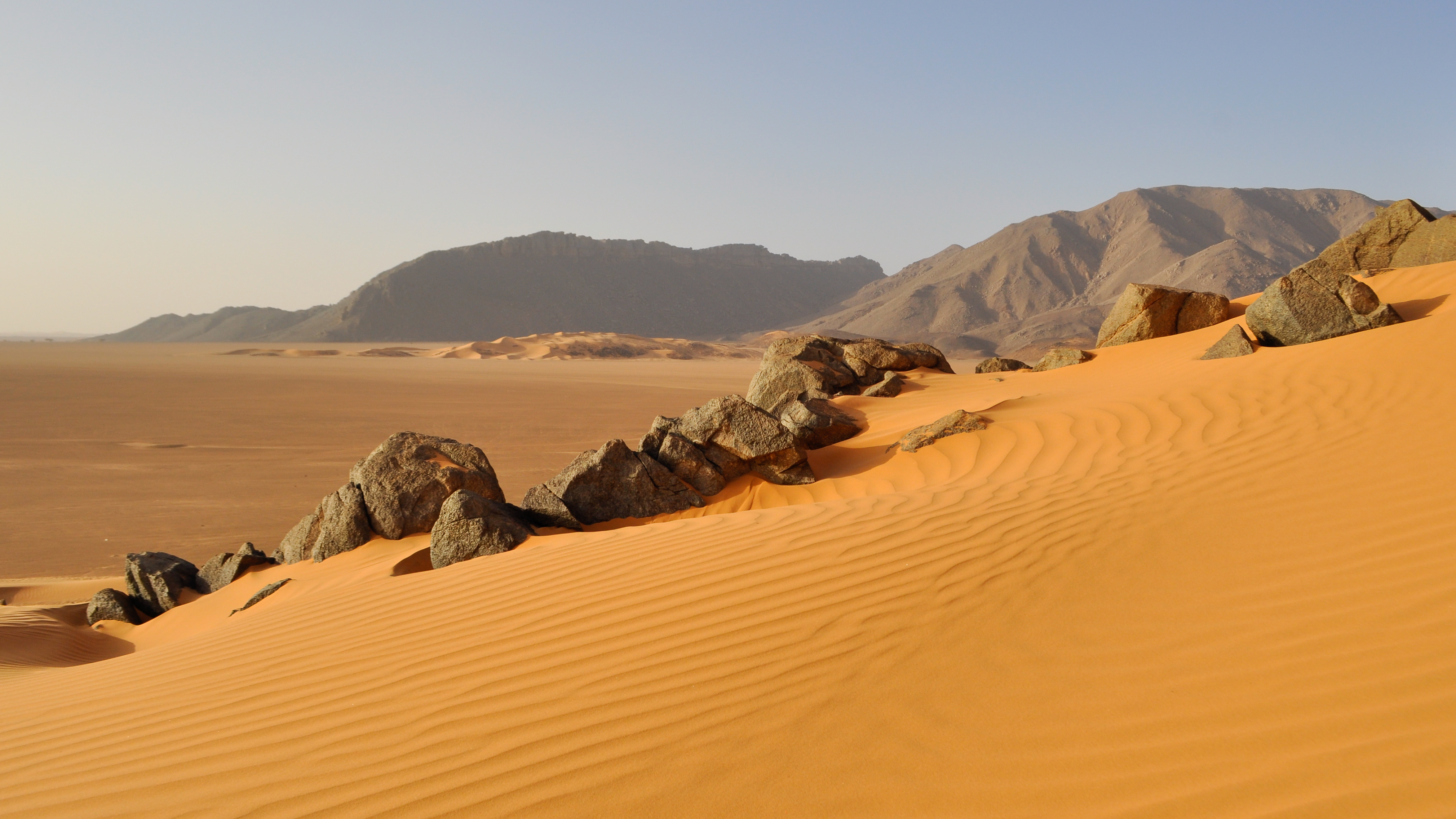
Піщана дюна в Культурному парку Ааггар, південний Алжир.

## Алжир

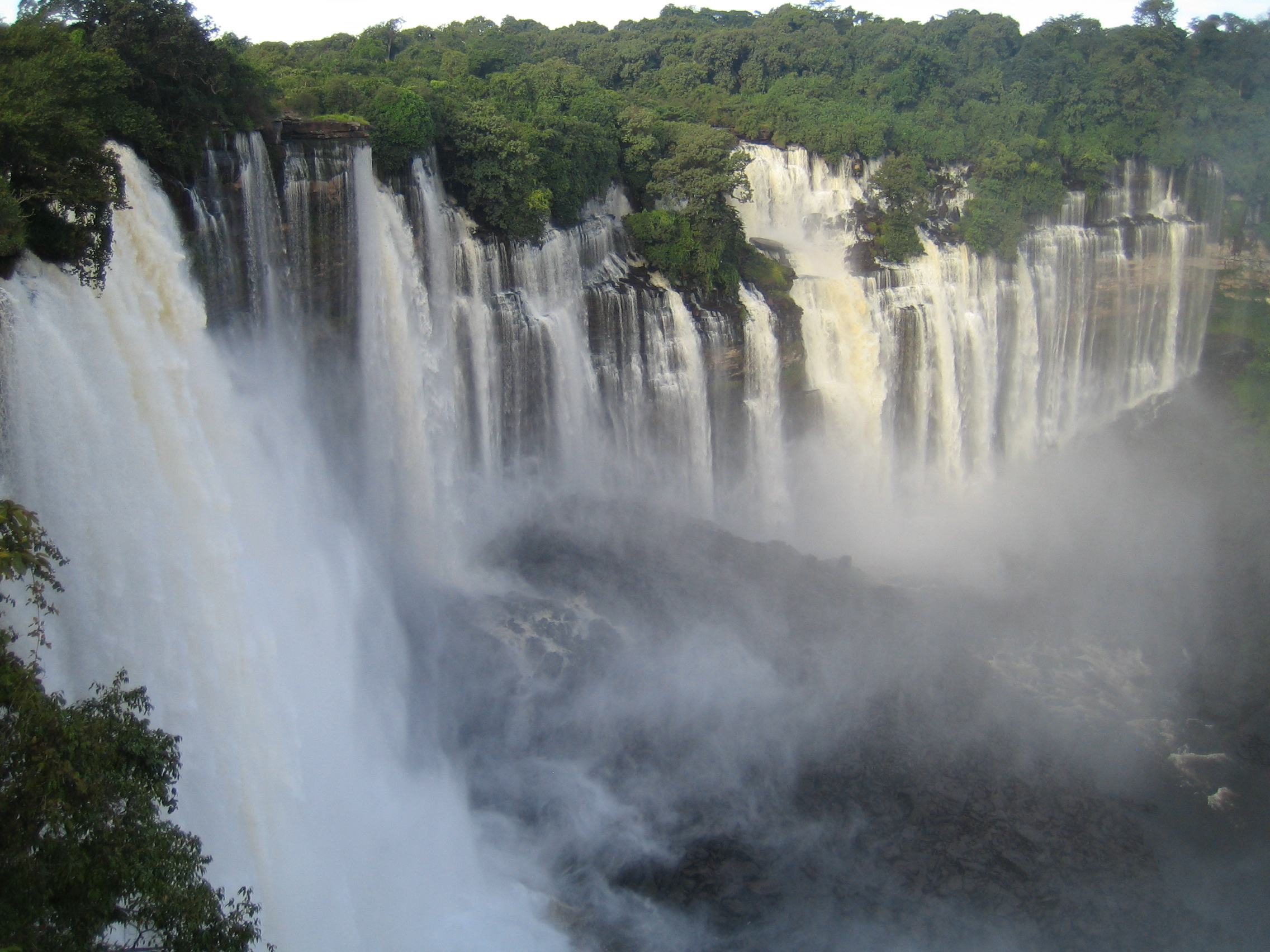
Каландюльські водоспади річки Лукала, Маланже, Ангола

- Національний парк Ахаггар
- Національний парк Белезма
- Національний парк Джурджура
- Національний парк Ель Кала
- Національний парк Гурайя
- Тасслі н'Аджер національний парк
- Національний парк Таза
- Національний парк Тлемсен
- Національний парк Джебель-Айса

## Ангола
- Національний парк Бікаурі
- Національний парк Камея
- Національний парк Кангандала
- Іонанський національний парк
- Національний парк Луенге
- Національний парк Луїани
- Національний парк Мупа
- Національний парк Куйсама

## Бенін

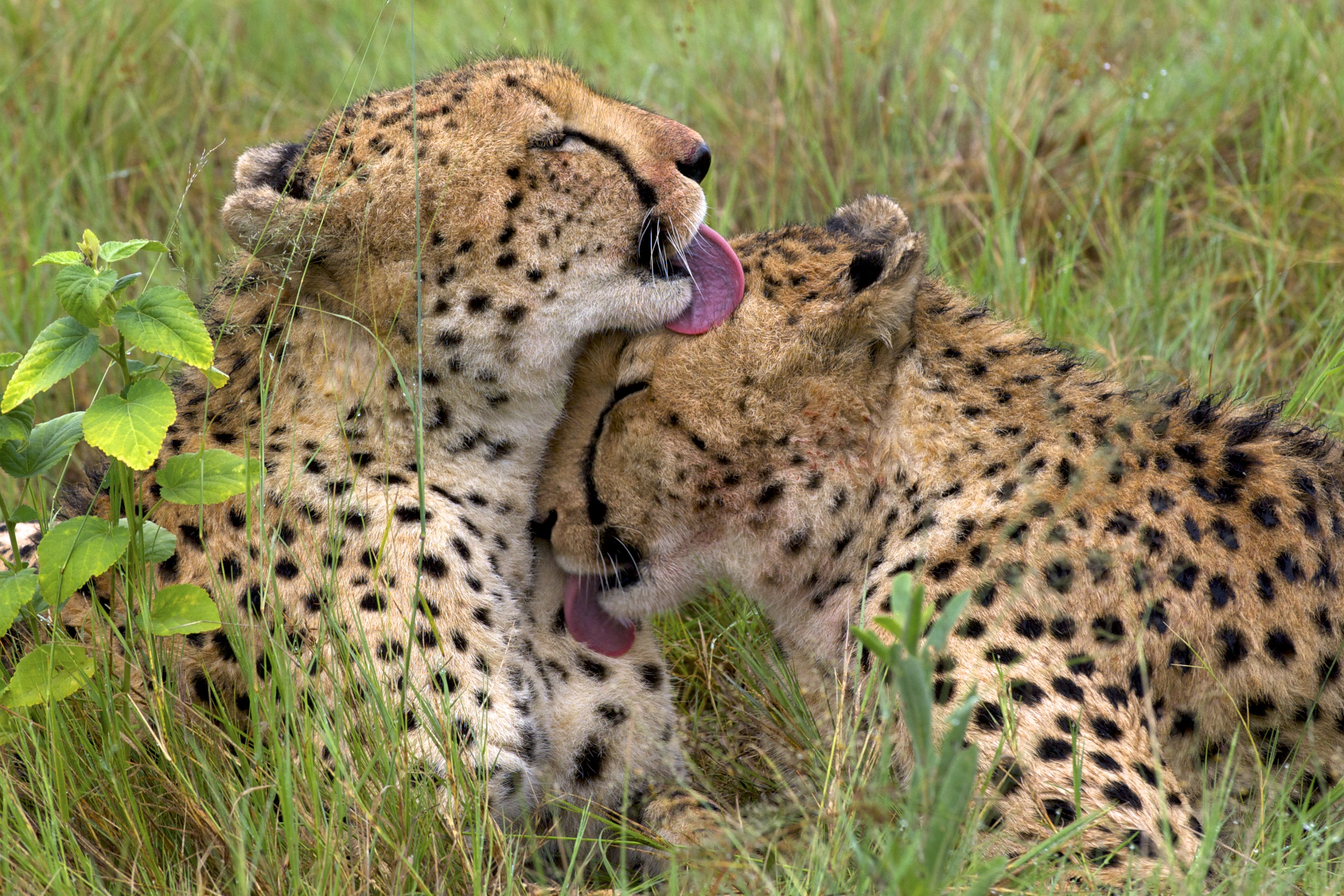
Дельта Окаванго, Ботсвана.

- Національний парк Пенджарі
- Національний парк Нігер

## Ботсвана
- Національний парк Чобе
- Національний парк Макгадікгаді Пан

## Буркіна-Фасо
- Національний парк Арлі
- Національний парк Дюс Бале
- Національний парк Каборе Тамбі існує з 1976 року.
- Національний парк Нігера, що існує з 1957 року.

## Бурунді

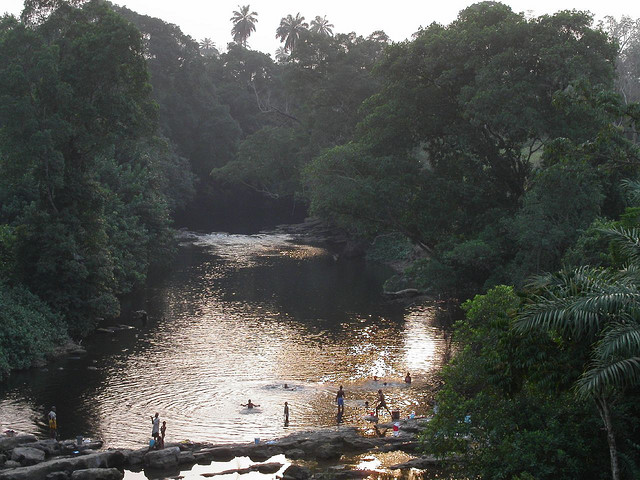
Ріка Крос. Камерун.

- Національний парк Кібіра
- Національний парк Рісізі
- Національний парк Рурубу

## Камерун
- Національний парк Бенуе
- Національний парк Буба Ніди
- Національний парк Бумба Бек
- Національний парк Кампо Маан
- Національний парк Фару
- Національний парк Коруп
- Національний парк Лобке
- Національний парк Нкі
- Національний парк Ваза

## Кабо-Верде
- Національний парк Фого

## Центрально-Африканська республіка
- Національний парк Андре Фелікс
- Бамінгуі-Бангоранський національний парк
- Національний парк Джанга-Ндокі
- Національний парк Св. Флоріс

## Чад
- Національний парк Аук
- Національний парк Гоз Беїда
- Національний парк Манда
- Національний парк Закойма

## Демократична Республіка Конго
- Національний парк Гарамба
- Національний парк Кахузі-Біега
- Національний парк Кунделунгу
- Національний парк Ломамі
- Національний парк Майко
- Національний парк Мангровс
- Заповідник дикої природи Окапі (Примітка: це не національний парк, це резерв із захистом.)
- Національний парк Салонг (північ та південь)
- Національний парк Веремба
- Національний парк Вірунга

## Республіка Конго
- Конкуата-Доулі Національний парк
- Національний парк Нтоку-Пікунда
- Національний парк Одзала
- Національний парк Оугуе Леціті

## Кот-д'Івуар
- Національний парк Ассагні
- Національний парк Банко
- Національний парк Комо
- Національний парк Марахуе
- Національний парк Мон-Німба
- Національний парк Мон Пеко
- Національний парк Мон Сенббе
- Тай Національний парк

## Джибуті
- Національний парк денного лісу
- Національний парк Джибуті
- Національний парк Йобокі

## Єгипет
- Протекторат Абу Галума
- Ахраш протекторат
- Протекторат Аштум Ель Гаміль
- Протекторат куполів Ель-Хасани
- Протекторат Ел Омай
- Гебель Ельба Національний парк
- Озеро Бурулл протекторат
- озеро Карун протекторат
- Нілеві острови протекторати
- Опротестована лісова протекторат
- Національний парк Рас Мухаммад
- Протекторат Св. Катерини
- Салюга і Газал протекторат
- Печера долини Санену протекторат
- Сива
- Таба Заповідний район
- Ваді Аллакі біосферний заповідник
- Ваді Дегла протекторат
- Протекторат Ваді Ель Асуті
- Національний парк Ваді ель Гамаль
- Протекторат Ваді Елраяна
- Біла пустеля Національний парк
- Зараник протекторат

## Екваторіальна Гвінея
- Монте Ален Парк

## Еритрея
- Національний парк Семенуі Бахрі

## Ефіопія
- Національний парк Абідятта-Шалла
- Національний парк Аваш
- Національний парк Бейл Гори
- Національний парк Гамбела
- Маго Національний парк
- Національний парк Нечизар
- Омо Національний парк
- Національний парк Сиймен гори
- Національний парк Янгуді Расса

## Габон
- Аканданський національний парк
- Батке Плато Національний Парк
- Національний парк Кришталеві гори
- Національний парк Івіндо
- Національний парк Лоанго
- Національний парк Лопе
- Національний парк Майумба
- Національний парк Мукалаба-Дудау
- Національний парк Понгара
- Національний парк Вака

## Гамбія
- Національний парк Абуко
- Національний парк Бийділь
- Національний парк Кян Уест
- Національний парк Ніумі
- Національний парк річки Гамбія

## Гана
- Біа Національний парк
- Національний парк Буй
- Національний парк Какум
- Конья Строгий Національний Резерв
- Національний парк Моль
- Національний парк Ніні-Сухен

## Гвінея
- Бадіарський національний парк
- Національний парк Хаут Нігер

## Гвінея-Бісау
- Національний парк річки Качеу
- Джоау Віейра морський парк
- Оранго Острови Національний Парк

## Кенія
- Національний парк Абердаре
- Національний парк Амбоселі
- Національний парк Арабуко Сокок
- Центральний острівний національний парк
- Національний парк Чулу Хілз
- Національний парк ворота в пеклі
- Національний парк озера Накуру
- Малінді морський національний парк
- Національний парк Малка Марі
- Національний парк Марсабіт
- Національний парк Меру
- Момбаса морський парк
- Національний парк гора Елгон
- Національний парк гори Кенія
- Національний парк гори Лонгонот
- Національний парк Найробі
- Національний парк Ол Доній Сабук
- Національний парк Рума
- Сайва-болотний національний парк
- Національний парк Сибілої
- Цаво Східний національний парк і Цаво-Вест національний парк
- Ватаму морський національний парк

## Лесото
- Національний парк Селабатеб
- Національний парк Целандане

## Ліберія
- Національний парк Сапо

## Мадагаскар
- Гірський гірський національний парк
- Національний парк Малазааотра
- Національний парк Андохахела
- Національний парк Андріндра
- Національний парк Анкарафанціка
- Балі Національний парк затоки
- Національний парк Бемараха
- Національний парк
- Національний парк Кирінді Мітеа
- Національний парк Локобе
- Національний парк Мананара Аварратра
- Національний парк Мантадія
- Національний парк Мароєжи
- Національний парк Мароламбо
- Національний парк Мазола
- Південний  національний парк
- Національний парк Майка
- Національний парк Нойс Хара морський
- Нойс Танікелі Морський національний парк
- Носсі-Ве-Андрока Національний парк
- Національний парк Наморока
- Національний парк Раномафана
- Не пропустіть національний парк
- Національний парк Сахамалаза
- Національний парк Захамена
- Національний парк "Зомбіце-Вогібасія"

## Малаві
- Національний парк Касунгу
- Озеро Національний парк Малаві
- Національний парк
- Національний парк Лівонде
- Національний парк

## Малі
- Національний парк Бафін
- Бауле Національний парк Боукель
- Національний парк Куруінг
- Неправильний національний парк

## Мавританія
- Національний парк Аргін
- Національний парк Діаюлінг

## Маврикій
- Національний парк Чорного Ріку Ущелини
- Національний парк національний парк

## Марокко
- Національний парк Аль Хосейма
- Національний парк Дахла
- Національний парк затоки Хніфіс
- Іфранський національний парк
- Національний парк Ірікі
- Національний парк Кеніфра
- Національний парк Сусс-Масса
- Національний парк Таласемтане
- Національний парк Тазекка
- Національний парк Тубкал

## Мозамбік
- Національний парк Банхейн
- Національний парк Базаруто
- Національний парк Горонгоса
- Національний парк Лімпопо (частина [Великий Лімпопо Трансграничний парк]])
- Маоу Національний парк
- Національний парк "Зінаве"

## Намібія
- Національний парк Етоша
- Мій національний парк
- Національний парк Наміб-Науклуфт
- Національний парк берег скелетів
- Національний парк Вотерберг

## Нігер
- Національного парку Нігер

## Нігерія
- Національний парк басейну Чаду
- Національний парк Крос рейд
- Національний парк Гашака Гумті
- Національний парк Кайнджі
- Національний парк Камуку
- Окому національний парк
- Старий Ойо Національний парк
- Національний парк Янкари

## Руанда
- Національний парк Акагера
- Національний парк Ліс Нюнгве
- Національний парк вулканів

## Сан-Томе і Принсіпі
- Національний парк Обо

## Сенегал
- Національний парк Казаманс
- Національний парк острову Мадлен)
- Варваринська мова національного парку
- Національний пташиний заповідник
- Національний парк Ніколо-Коба
- Національний парк Салум Дельта

## Сейшельські острови
- Цікавий морський національний парк
- Коко морський національний парк
- Морнський Сейшельський національний парк
- Національний парк морського порту Порт Лауна
- Національний парк Праслін
- Силует морського національного парку
- Анн Морський національний парк

## Сьєрра-Леоне
- Національний парк Куру Хіллз
- Національний парк озера Мапе
- Національний парк озера Сонфон
- Національний парк Гори Лома
- Національний парк Головна-Хілл
- Національний парк західного регіону

## Сомалі
- Даало Гора
- Національний парк Харгейса
- Для пасовищ та кущів
- Національний парк Джіліб
- Національний парк Лага Бадана

## Південна Африка
- Національний парк Addo Elephant
- Національний парк Агулхас
- Національний парк Авгабейс Фоллс
- Національний парк Бонтебок
- Національний парк Камдебоу
- Національний парк Золоті Ворота
- Національний парк Кару
- Книсна національне озеро
- Національний парк Крюгера
- Національний парк Мапунгубве
- Національний парк Маракель
- Національний парк Мокала
- Національний парк гори Зебра
- Національний парк Намаква
- Національний парк вугілля Кару
- Цицикамма національний парк
- Національний парк Західного узбережжя
- Національний парк дикої природи

## Південний Судан
- Національний парк
- Національний парк Нілу
- Південний національний парк

## Судан
- Національний парк Діндера
- Національний парк Ланто
- Радомський національний парк
- Національний парк Суакінський архіпелаг

## Свазіленд
- Гланський королівський національний парк

## Танзанія
- Арушський національний парк
- Національний парк Джозані Чвака Бей
- Національний парк Катави
- Національний парк Кіліманджаро
- Національний парк Китау
- Національний парк озера Маньяра
- Морський парк острова Мафія
- Національний парк Махал Гори
- Мазівійський морський заповідник
- Мікумі національний парк
- Національний парк Острів Рубондо
- Саадани Національний парк
- Національний парк Серенгети
- Національний парк Тарангір
- Національний парк гори Удзунгва

## Того
- Національний парк Фазао-Мальфакаса
- Національний парк Керен

## Туніс
- Бу-Хедма національний парк
- Бурконінський національний парк
- Національний парк Чамбі
- Національний парк Ель-Фейджа
- Національний парк Ічкеул
- Національний парк Джебіл
- Національний парк Сіді Туї
- Зембра і Зембретта Острови Національний парк

## Уганда
- Національний парк Бвінді Незабезпечений
- Національний парк Кибале
- Національний парк долини Кідепо
- Національний парк гора Елгон
- Національний парк Мерчісон-Фолс
- Національний парк королеви Єлизавети
- Національний парк Рувензорі
- Національний парк Семуліки

## Замбія
- Національний парк Блакитної Лагуні
- Національний парк Ісангано
- Національний парк Кафу
- Національний парк Касанка
- Національний парк Лавуші Манда
- Національний парк Лохінвар
- Нижній Замбезі Національний парк
- Національний парк Лукусузі
- Національний парк Лусенга рівнини
- Мосі-оа-Туня Національний парк
- Національний парк Меру Вантіпа
- Національний парк Північної Луангви
- Національний парк Нсумбу
- Національний парк Нідка, Замбія
- Національний парк Сіма Нгвезі
- Національний парк Південної Луангви
- Національний парк Західний Лунга

## Зімбабве
- Національний парк Чиманімані
- Національний парк Чізайрі
- Національний парк Гонарежо
- Національний парк Хванг
- Національний парк Казума Пан
- Національний парк Мани Басейнів
- Національний парк Матобо
- Національний парк Матасадона
- Національний парк Ньянга
- Національний парк водоспаду Вікторії
- Національний парк Замбезі

We live
We love
We lie